# Irving Herrera
Irving Herrera (ur. 24 stycznia 1967) – panamski zapaśnik walczący w stylu klasycznym. Wicemistrz igrzysk Ameryki Środkowej i Karaibów w 2010. Dwukrotny medalista igrzysk Ameryki Środkowej, złoto w 2006 roku.